# Гать (Закарпатская область)
Гать (укр. Гать, венг. Gát) — село в Береговской городской общине Береговского района Закарпатской области Украины.
Население по переписи 2001 года составляло 3122 человека. Почтовый индекс — 90231. Телефонный код — 03141. Занимает площадь 4,15 км². Код КОАТУУ — 2120482801.

## Известные люди

### В селе родились
- Ципола Гизелла Альбертовна (р. 1944) — оперная певица, народная артистка СССР (1988)